# Helicopacris nigricornis
Helicopacris nigricornis är en insektsart som beskrevs av Marius Descamps 1978. Helicopacris nigricornis ingår i släktet Helicopacris och familjen Romaleidae. Inga underarter finns listade i Catalogue of Life.